# کوئینسی پوندکستر
کوئینسی پوندکستر (انگلیسی: Quincy Pondexter؛ زادهٔ ۱۰ مارس ۱۹۸۸) بازیکن بسکتبال اهل ایالات متحده آمریکا است.
از باشگاه‌هایی که در آن بازی کرده‌است می‌توان به ممفیس گریزلیز و نیو اورلینز پلیکانز اشاره کرد.
وی در مسابقات کشوری و بین‌المللی در مجموع برندهٔ ۱ مدال برنز شده‌است.